# Église réformée de Roumanie
L'Église réformée de Roumanie (en hongrois : Romániai Református Egyház ; en roumain : Biserica Reformată din România) est la représentation de l'Église calviniste en Roumanie. La majorité de ses fidèles sont issus de la communauté magyare de Roumanie (94 %) et le hongrois en est ainsi de facto la langue liturgique. La majorité des paroisses de cette église est située en Transylvanie où un édit de tolérance a été mis en place en 1565. Selon le recensement de la population de 2011, 600 932 personnes soit 3,0 % de la population appartiennent à l'Église réformée.
Le culte est organisé autour de deux évêchés : l'Évêché réformé de Piatra Craiului et l'Évêché réformé de Transylvanie, siégeant respectivement à Oradea et Cluj-Napoca.

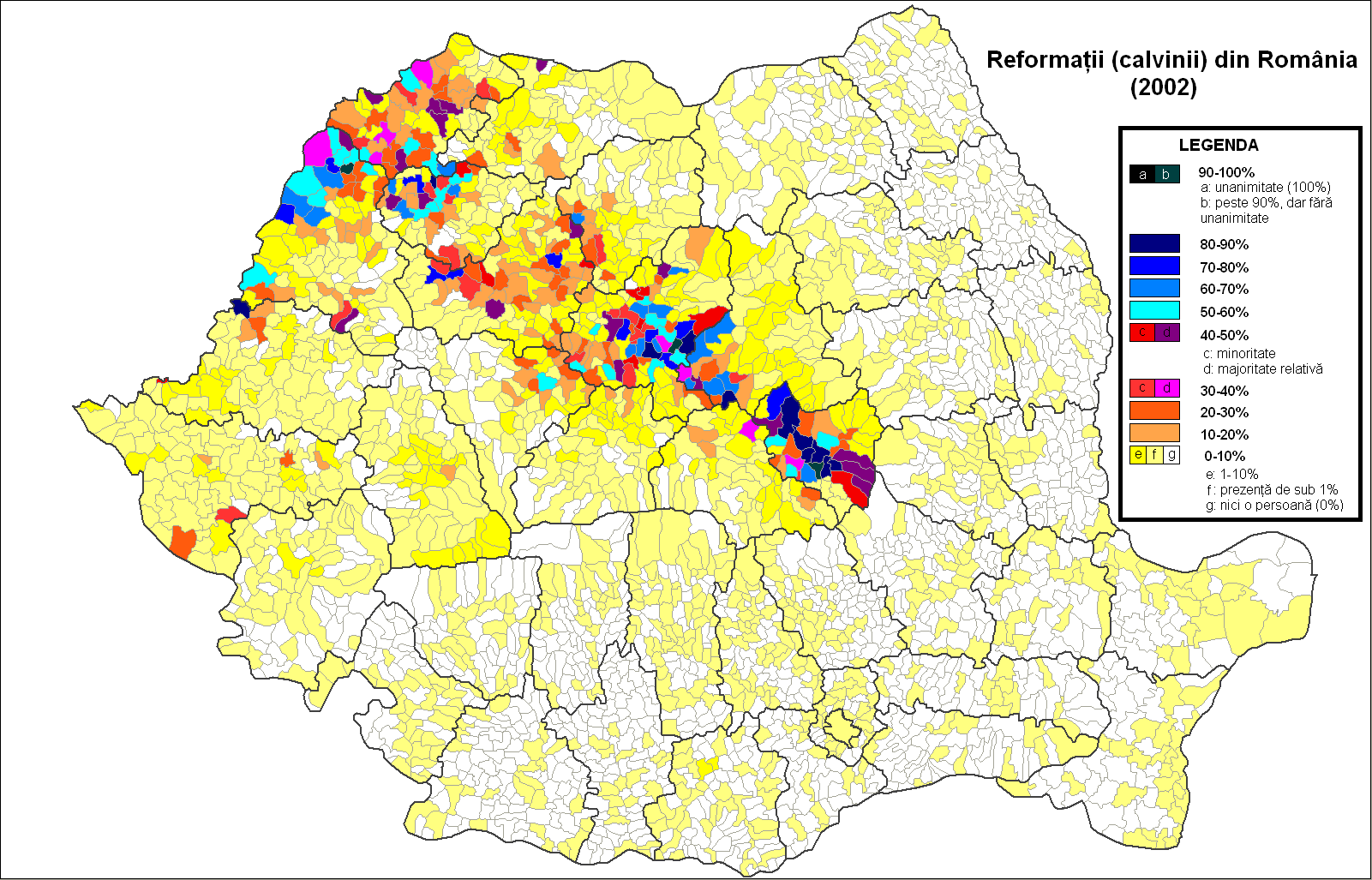
Les réformés de Roumanie (2002)

La communauté calviniste de Roumanie dirige, avec l'Église unitarienne hongroise et les deux églises luthériennes du pays (l'Église luthérienne évangélique de Roumanie et l'Église évangélique de la Confession d'Augsbourg), l'Institut protestant de théologie de Cluj.

## Galerie

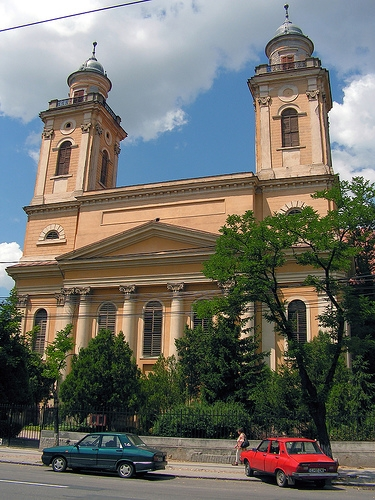
Église réformée aux deux tours de Cluj
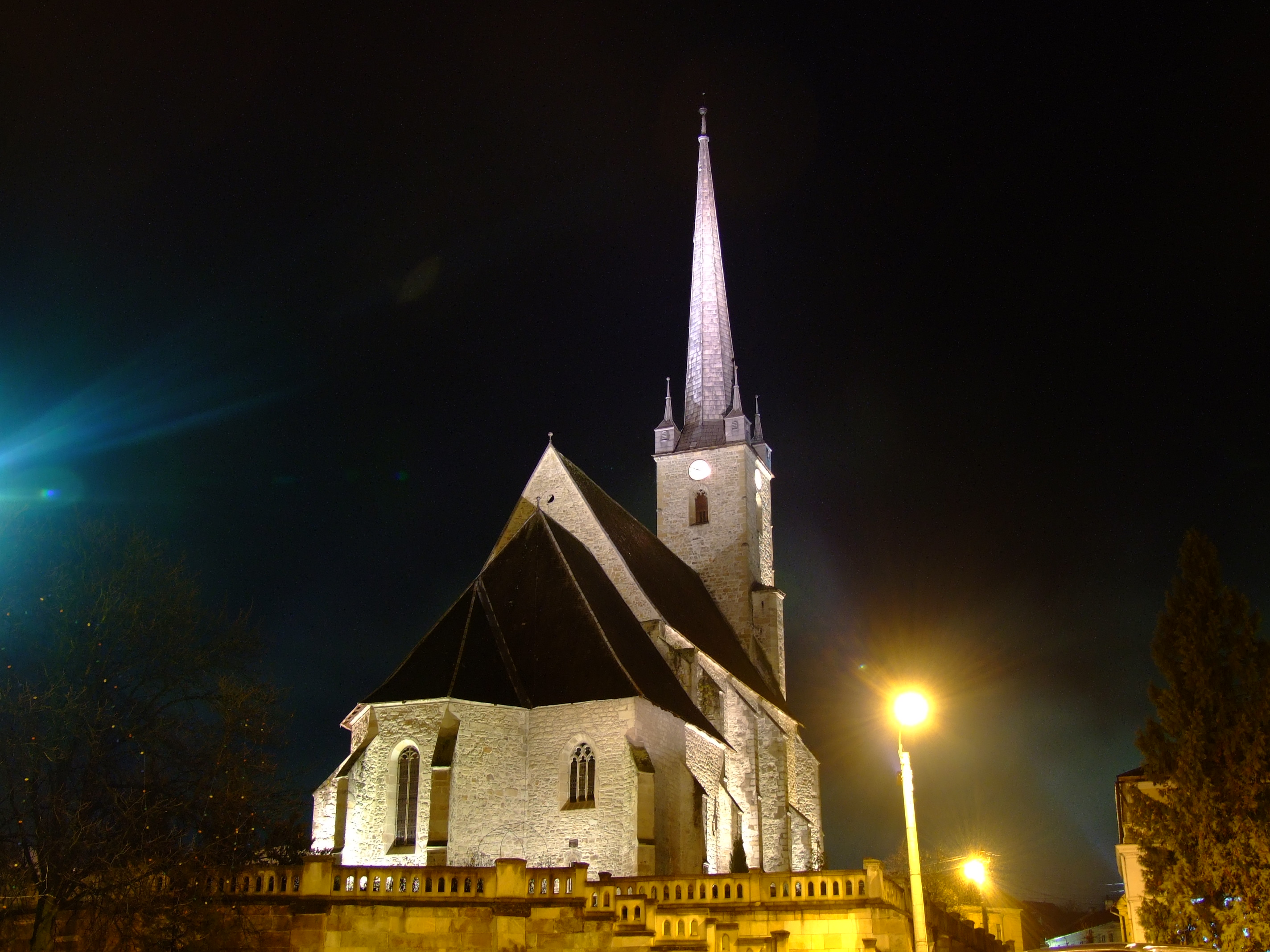
Église de Dej
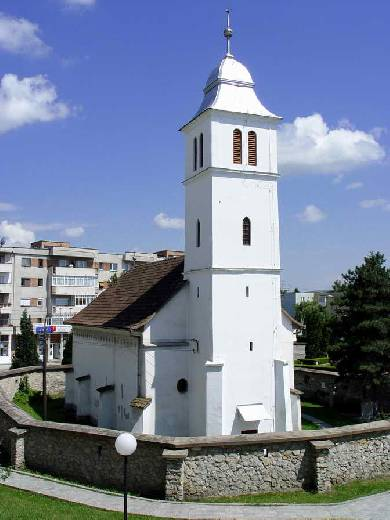
Église de Câmpia Turzii
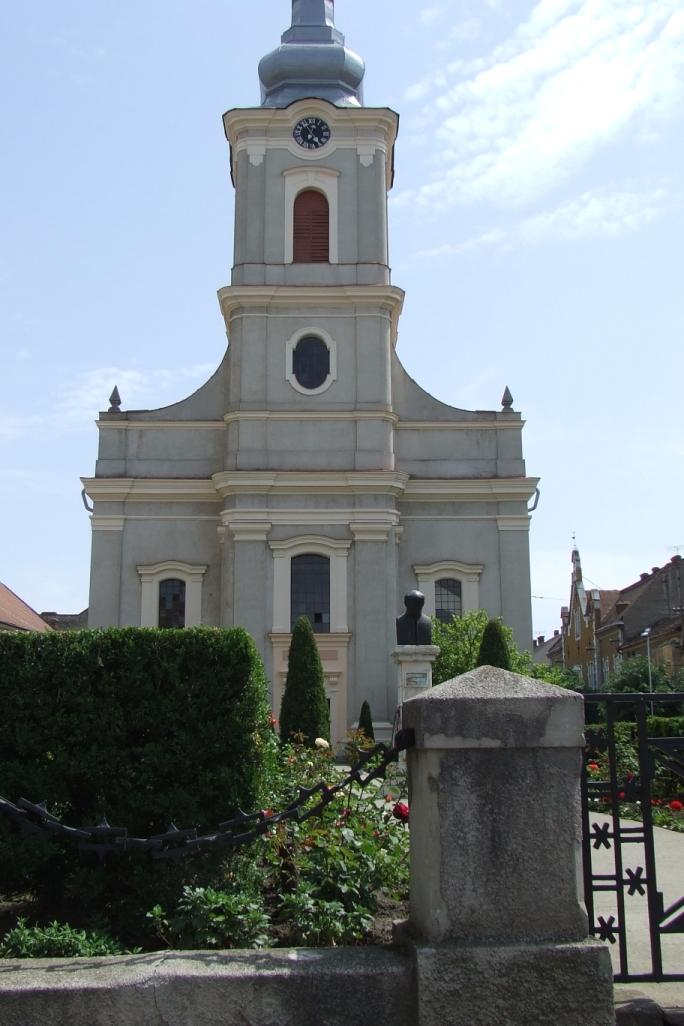
Église de Satu Mare